# گیل میلر
گیل میلر (انگلیسی: Gail Miller؛ زادهٔ ۳۰ نوامبر ۱۹۷۶) بازیکن زن واترپلو اهل استرالیا بود.
وی در مسابقات کشوری و بین‌المللی در مجموع برندهٔ ۱ مدال طلا شده‌است.